# Boris Slavik
Boris Slavik, slovenski častnik in partizan, * 21. september 1901, Trst, † 3. september 1986, Sežana.

## Življenje in delo
Rodil se je v znani tržaški družini pravnika in politika Edvarda in narodne delavke Antonije Slavik. Po 1. svetovni vojni je vstopil v jugoslovansko kraljevo vojno mornarico in dosegel čin kapitana korvete, kasneje pa čin polkovnika jugoslovanskega kraljevega vojnega letalstva. Bil je komandant letališča v Pančevu. Med drugo svetovno vojno se je pridružil narodnoosvobodilni borbi. Po osvoboditvi se je upokojil in živel v Sežani kjer je med drugim vodil glasbeno šolo.